# سطح خدمت
سطح خدمت یا سطوح خدمت (به انگلیسی: Levels of service)، یا به‌طور مخفف LOS، مفهومی در مدیریت دارایی و به ویژه مدیریت دارایی زیرساخت است که به کیفیت یک سرویس معین اشاره دارد. تعیین و اندازه‌گیری سطح خدمات یک فعالیت اساسی در تدوین پلان مدیریت دارایی زیرساخت‌ها است. سطح خدمت ممکن است به عملکرد فیزیکی دارایی‌ها ارتباط داده شود یا از طریق انتظارات و رضایت مشتری تعریف گردد. مورد دوم بیشتر خدمات-محور است تا دارایی-محور. به عنوان مثال، هنگام اندازه‌گیری سطح خدمت یک جاده، می‌توان آن را با یک شاخص عملکرد فیزیکی مانند شاخص وضعیت روسازی یا PCI اندازه گرفت، یا این کار را با یک معیار مربوط به رضایت مشتری، مانند تعداد شکایات در هر ماه، انجام داد. یا در مورد سطح سرویس ترافیک، می‌توان آن را با هندسه جاده یا زمان سفر وسایل نقلیه اندازه‌گیری کرد، که دومی نشان دهنده کیفیت جریان ترافیک است؛ بنابراین، سطح خدمات می‌تواند دارای چندین جنبه باشد: رضایت مشتری، الزامات محیطی و الزامات قانونی.

## سطح خدمت فنی و استراتژیکی
سطح خدمت می‌تواند فنی یا استراتژیک (یا سطح خدمت مشتری) تلقی شود. سطح خدمت فنی منعکس کننده دیدگاه ارائه دهنده خدمت است، در حالی که سطح خدمت استراتژیک نشان دهنده دیدگاه مشتری یا کاربر است. به عنوان مثال در مورد زیرساخت فاضلاب، یک شهرداری (به عنوان ارائه دهنده خدمات) می‌تواند تعداد ریزترَک‌ها را در یک لوله فاضلاب اندازه‌گیری کند (برای اطمینان از کیفیت خدمات)، اما دغدغه اصلی کاربر در دسترس بودن و قابلیت اطمینان سیستم فاضلاب است، نه لزوماً جنبه‌های فنی زیرساخت‌های فیزیکی یعنی لوله‌ها. به عبارت ساده، مادامی که کاربر بتواند سیفون توالت را بکشد و از آن استفاده کند، ممکن است اصلاً در مورد زوال زیرساختی که زیر زمین است دغدغه‌ای نداشته باشد.

## سطح خدمت کنونی و سطح خدمت مطلوب
سطح خدمت فعلی به سطح خدماتی گفته می‌شود که هم‌اکنون توسط ارائه دهنده خدمات در حال ارائه است. سطوح خدمت مورد انتظار یا مطلوب سطحی از خدمت است که ارائه دهنده (و مشتری) می‌خواهند به آن برسند یا آن را رضایت بخش می‌دانند. به عنوان مثال فرض کنید که در یک شهرداری میانگین شاخص وضعیت روسازی جاده‌ها ۷۵ و میانگین زمان سفر از نقطه آ تا نقطه ب ۵۵ دقیقه است. شهرداری این اطلاعات را پس از اندازه‌گیری سطح خدمت کنونی برای جاده‌ها جمع کرده‌است و می‌خواهد که این LOS را برای دستیابی به سطح خدمات مطلوب بهبود بخشد. با فرض اینکه LOS مورد نظر آنها برای جاده‌ها یک PCI متوسط ۸۰ و میانگین زمان سفر ۵۰ دقیقه از نقطه آ تا ب باشد، آنها باید با ارتقاء سطح خدمات فعلی، به سمت این هدف حرکت کنند.